# Perša Liha 1997-1998
La Perša Liha 1997-1998 è stata la 7ª edizione della seconda serie del campionato ucraino di calcio. La stagione è iniziata il 30 luglio 1997 ed è terminata il 9 luglio 1998.

## Stagione

### Novità
Al termine della passata stagione, sono salite in Vyšča Liha il Metalurh Donec'k e il Metalurh Mariupol'. Sono retrocesse in Druha Liha SK Odessa, Podillja, Veres Rivne e Krystal Čortkiv. Sono salite dalla Druha Liha Desna Černihiv e Avanhard-Industrija Roven'ky.
Dalla Vyšča Liha 1996-1997 sono retrocesse Kremin' Kremenčuk e Nyva Vinnycja.
Il Chimik Žytomyr ha cambiato denominazione in Polіssja Žytomyr.

### Formula
Le ventidue squadre si affrontano due volte, per un totale di quarantadue giornate. Le prime due classificate vengono promosse in Vyšča Liha 1998-1999. Le ultime quattro classificate retrocedono in Druha Liha. La quintultima, invece, si giocherà la permanenza in Perša Liha disputando un mini-torneo con la vincente di ciascuno dei tre gironi di Druha Liha.

## Classifica finale
|  | Pos. | Squadra                       | Pt | G  | V  | N  | P  | GF | GS  | DR  |
|  | ---- | ----------------------------- | -- | -- | -- | -- | -- | -- | --- | --- |
|  | 1.   | Mykolaïv                      | 98 | 42 | 31 | 5  | 6  | 94 | 31  | +63 |
|  | 2.   | Dinamo-2 Kiev                 | 93 | 42 | 28 | 9  | 5  | 90 | 31  | +59 |
|  | 3.   | Metalist                      | 89 | 42 | 26 | 11 | 5  | 74 | 29  | +45 |
|  | 4.   | Stal' Alčevs'k                | 77 | 42 | 24 | 5  | 13 | 95 | 53  | +42 |
|  | 5.   | Nyva Vinnycja                 | 73 | 42 | 22 | 7  | 13 | 58 | 34  | +24 |
|  | 6.   | Polіssja Žytomyr              | 68 | 42 | 25 | 5  | 16 | 58 | 64  | -6  |
|  | 7.   | Čerkasy                       | 68 | 42 | 19 | 11 | 12 | 51 | 41  | +10 |
|  | 8.   | Naftovyk-Ukrnafta             | 67 | 42 | 19 | 10 | 13 | 56 | 50  | +6  |
|  | 9.   | Volyn'                        | 65 | 42 | 19 | 8  | 15 | 56 | 45  | +11 |
|  | 10.  | Javir Krasnopillja            | 62 | 42 | 19 | 5  | 18 | 52 | 48  | +4  |
|  | 11.  | Metalurh Nikopol'             | 61 | 42 | 19 | 4  | 19 | 44 | 61  | -17 |
|  | 12.  | CSKA-2 Kiev                   | 59 | 42 | 18 | 5  | 19 | 56 | 44  | +12 |
|  | 13.  | Šachtar Makiïvka              | 56 | 42 | 17 | 5  | 20 | 65 | 77  | -12 |
|  | 14.  | Kremin' Kremenčuk             | 55 | 42 | 16 | 7  | 19 | 55 | 53  | +2  |
|  | 15.  | L'viv                         | 54 | 42 | 16 | 6  | 20 | 65 | 54  | +11 |
|  | 16.  | Polihraftechnika Oleksandrija | 54 | 42 | 15 | 9  | 18 | 51 | 49  | +2  |
|  | 17.  | Desna Černihiv                | 54 | 42 | 14 | 12 | 16 | 45 | 53  | -8  |
|  | 18.  | Bukovyna Černivci             | 53 | 42 | 14 | 11 | 17 | 36 | 50  | -14 |
|  | 19.  | Zorja                         | 39 | 42 | 11 | 6  | 25 | 43 | 84  | -41 |
|  | 20.  | Verchovina Užhorod            | 32 | 42 | 7  | 1  | 24 | 42 | 79  | -37 |
|  | 21.  | Avanhard-Industrija Roven'ky  | 16 | 42 | 4  | 4  | 34 | 15 | 107 | -92 |
|  | 22.  | Chimik Sjevjerodonec'k        | 13 | 42 | 3  | 4  | 35 | 26 | 90  | -64 |

Legenda:
      Promossa in Vyšča Liha 1998-1999
 Ammessa ai play-off promozione-retrocessione
      Retrocessa in Druha Liha 1998-1999
      Esclusa a campionato in corso.
Note:
Tre punti a vittoria, uno a pareggio, zero a sconfitta.

## Play-off promozione-retrocessione
Ai play-off promozione-retrocessione prende parte la vincente di ciascuno dei tre gironi di Druha Liha, più la diciottesima di Perša Liha. Le prime tre classificate saranno ammesse alla Perša Liha 1998-1999. La quarta, l'anno successivo, giocherà in Druha Liha. Il mini-torneo consiste in tre giornate, da disputare su campo neutro.
A causa dell'impossibilità del Krystal Cherson di raggiungere il terzo posto (per via degli scontri diretti sfavorevoli con lo Šachtar-2), la terza giornata non è stata disputata.
|  | Pos. | Squadra           | Pt | G | V | N | P | GF | GS | DR |
|  | ---- | ----------------- | -- | - | - | - | - | -- | -- | -- |
|  | 1.   | Podillja          | 4  | 2 | 1 | 1 | 0 | 5  | 1  | +4 |
|  | 2.   | Bukovyna Černivci | 4  | 2 | 1 | 1 | 0 | 3  | 2  | +1 |
|  | 3.   | Šachtar-2         | 3  | 2 | 1 | 0 | 1 | 1  | 4  | -3 |
|  | 4.   | Krystal Cherson   | 0  | 2 | 0 | 0 | 2 | 1  | 3  | -2 |

      Ammesse alla Perša Liha 1998-1999
      Ammesse alla Druha Liha 1998-1999
Tre punti a vittoria, uno a pareggio, zero a sconfitta.